# شهرستان برلسون (تگزاس)
شهرستان برلسون، تگزاس (به انگلیسی: Burleson County, Texas) یک سکونتگاه مسکونی در ایالات متحده آمریکا است که در تگزاس واقع شده‌است.

## خصوصیات
شهرستان برلسون ۱٬۷۵۶٫۰۲ کیلومترمربع مساحت دارد.